# Nabrzeże Lejtnanta Szmidta

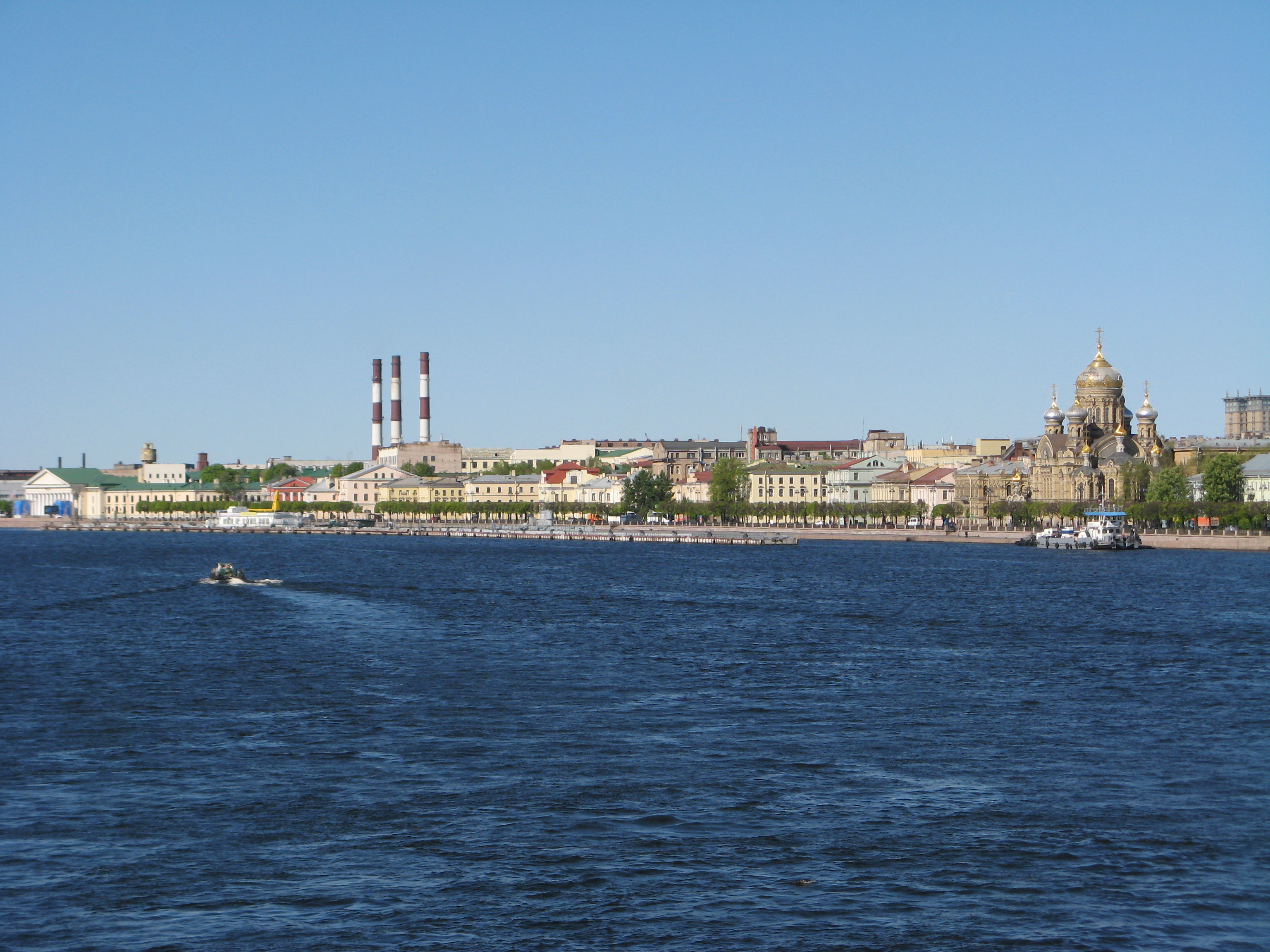
Widok na nabrzeże z Newy

Nabrzeże Lejtnanta Szmidta (ros. Набережная Лейтенанта Шмидта, Nabierieżnaja Lejtienanta Szmidta) – bulwar na południowym brzegu Wyspy Wasylewskiej, w Petersburgu, na prawym, północnym brzegu Newy. Biegnie od skrzyżowania z 7 linią Wyspy Wasylewskiej do skrzyżowania z 23 linią.

## Historia
W momencie założenia miasta Petersburga na pocz. XVIII wieku Wyspa Wasylewska była obszarem zalesionym i bagiennym, zwłaszcza w części zachodniej. Po 1710 r. car Piotr I planował rozmieścić na wyspie centrum budowanego miasta. Od 1716 r. działki na południowym nabrzeżu wyspy, wzdłuż Newy, były sprzedawane pod zabudowę mieszkalną. Domy budowane były według projektu i pod nadzorem Domenico Trezziniego. Z polecenia Piotra I wszystkie domy miały być wznoszone według jednolitego projektu, a właściciele budynków zostali zobowiązani do umocnienia brzegów rzeki przylegających do nieruchomości. Carskie ukazy w tej sprawie nie zostały jednak w pełni wprowadzone w życie i brzeg rzeki uporządkowano dopiero w końcu XVIII w.

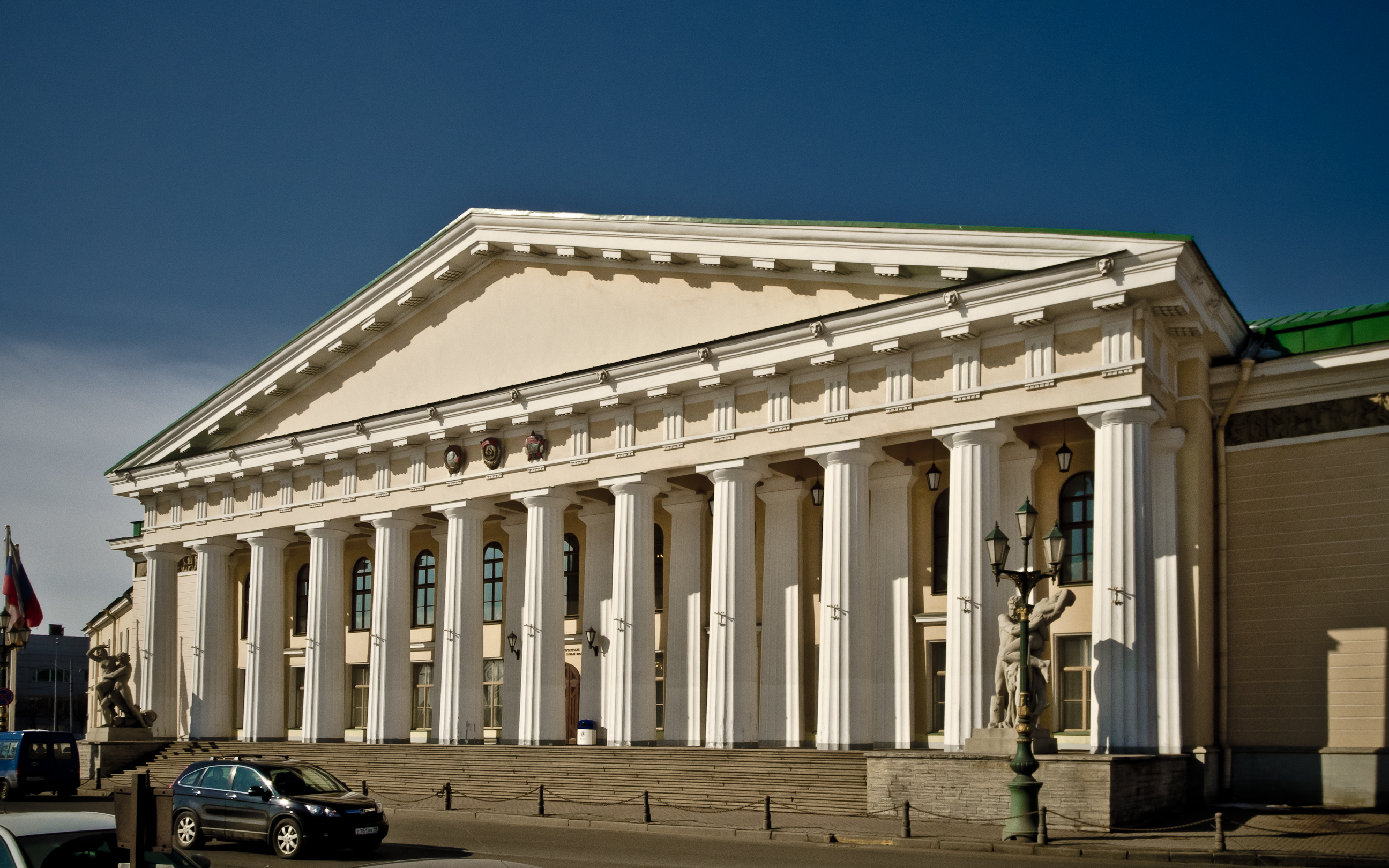
Instytut Górniczy, pocz. XIX w.

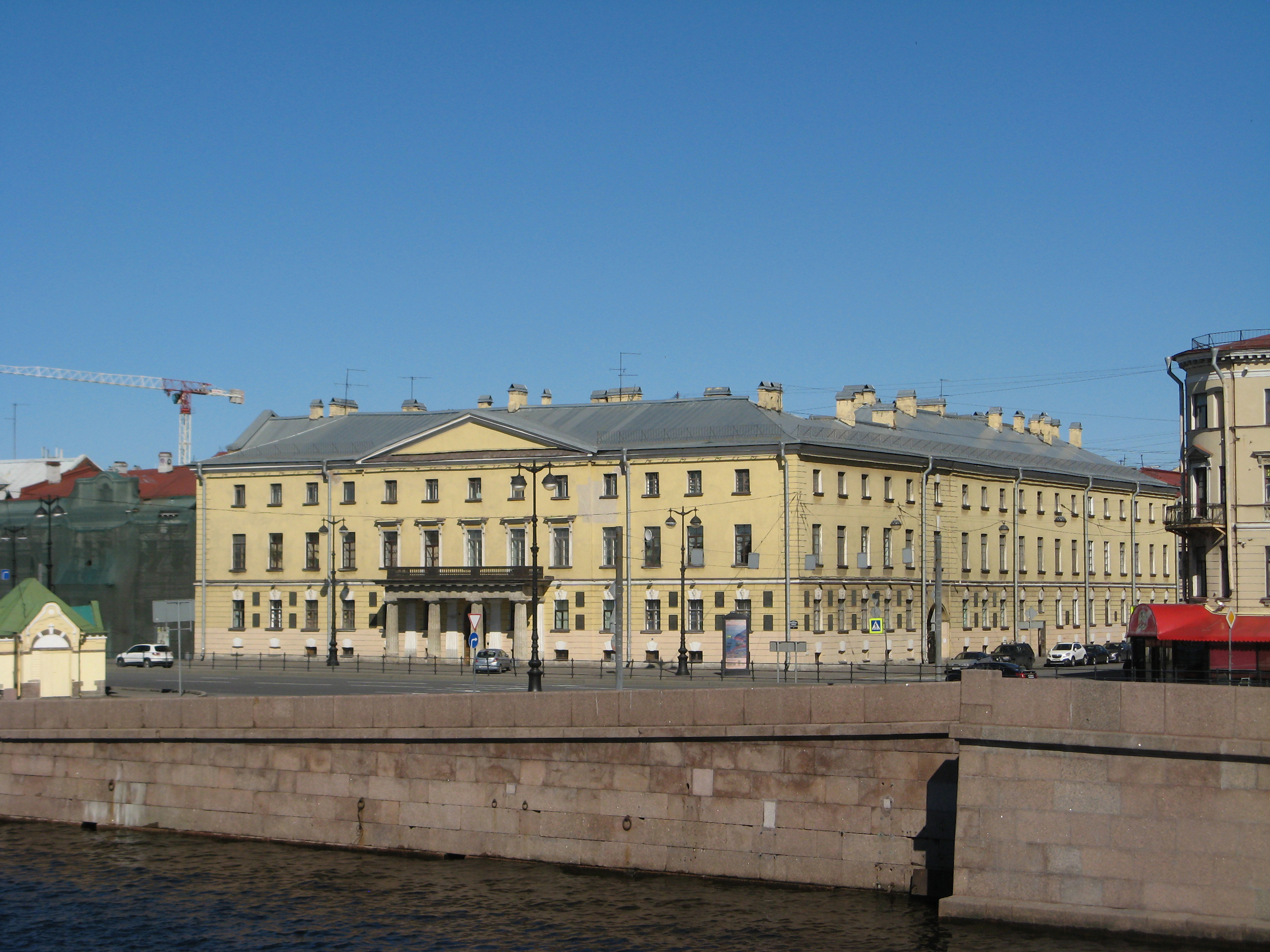
Dom Akademików, nr 1, XVIII w.

W połowie XVIII w. całe południowe nabrzeże Wyspy Wasylewskiej (dzisiejsze nabrzeże Lejtnanta Szmidta oraz położone dalej na wschód Nabrzeże Uniwersyteckie) określano mianem Linii Nadbrzeżnej, w latach 60. wzmiankowane są również nazwy Wielkie Nabrzeże lub Perspektywa Nadbrzeżna.
W latach 1847–1852 brzeg Newy został wyłożony granitem, urządzono też na nim przystanie dla statków towarowych oraz dla okrętów szkolnych Morskiego Korpusu Kadeckiego. Ostateczne uporządkowanie nabrzeża miało też związek z budową mostu Nikołajewskiego, który połączył Wyspę Wasylewską z Nabrzeżem Angielskim. W 1887 r. nabrzeże Wyspy Wasylewskiej między skrzyżowaniami z 7 i 22 liniami Wyspy Wasylewskiej otrzymało nazwę nabrzeża Nikołajewskiego, od nazwy mostu.
Po 1917 r. zarówno most Nikołajewski, jak i nabrzeże otrzymało imię Piotra Szmidta, porucznika, dowódcy buntu na krążowniku „Oczakow” podczas rewolucji 1905 r. Zmiana nazwy mostu nastąpiła jeszcze w 1918 r., ulicy – pięć lat później.

## Znaczące obiekty

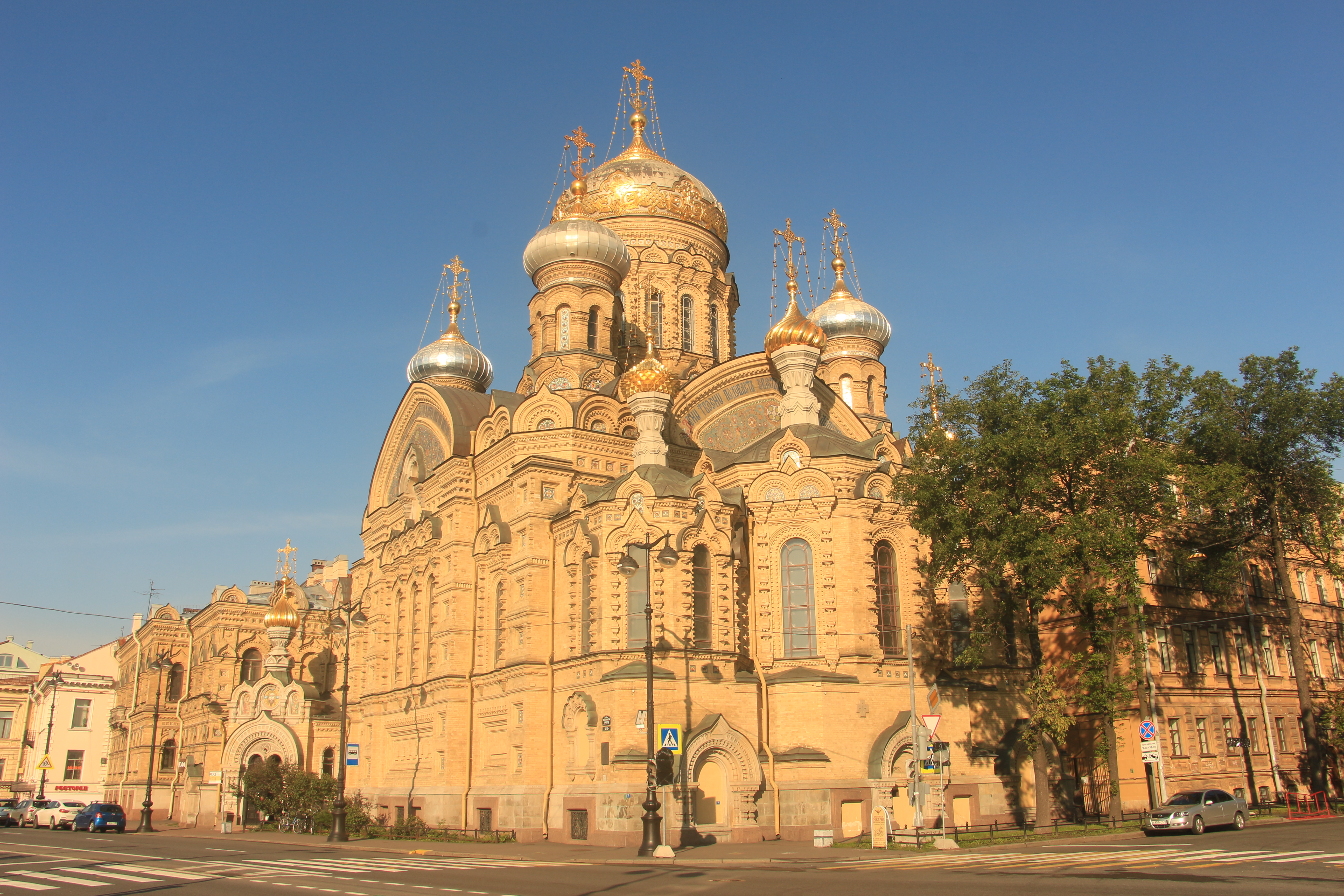
Cerkiew Zaśnięcia Matki Bożej, k. XIX w.

- Dom Akademików pod nr 1 – budynek z mieszkaniami członków Akademii Nauk, wzniesiony na pocz. XVIII w., przebudowany w latach 1757–1758 według projektu Sawwy Czewakinskiego i ukończony w latach 1808–1809 według projektu A. Zacharowa[1];
- budynek Morskiego Korpusu Kadetów pod nr 17, wzniesiony w latach 1796–1799 według projektu Fiodora Wołkowa; przebudowany z wzniesionego w latach 1734–1737 pałacu feldmarszałka Burkharda Christopha Münnicha i sąsiedniego domu Bariatinskich[5]; w ZSRR siedziba Wyższej Szkoły Marynarki Wojennej im. Michaiła Wasiljewicza Frunzego, od 2001 r. Petersburskiego Instytutu Marynarki Wojennej; przed budynkiem w 1873 r. wzniesiono pomnik Iwana Kruzenszterna[1]
- cerkiew Zaśnięcia Matki Bożej, dawnej placówka filialna Ławry Pieczerskiej, po 1991 r. – Pustelni Optyńskiej[3], wzniesiona w k. XIX w. według projektu Wasilija Kosiakowa w stylu neorosyjskim
- koszary Finlandzkiego Pułku Lejbwardii, domy oficerów pod nr 43, wzniesione i przebudowywane w XVIII-XIX w.[6]
- budynek Instytutu Górniczego pod nr 45, wzniesiony w I poł. XVIII w., przebudowany w latach 1808–1809 według projektu Andrieja Woronichina[1]
- lodołamacz „Krasin”, zacumowany przy nabrzeżu – statek muzeum[3]